# Archäologischer Wanderweg am Eisenberg
Der archäologische Wanderweg am Eisenberg  ist ein Rundweg auf einem südlichen Plateau am Eisenberg im Knüll bei Neuenstein in Hessen.

## Geschichte
Der Wanderweg wurde von der Gemeinde Neuenstein mit finanzieller Unterstützung der EU, des Landkreises Hersfeld-Rotenburg, der Gemeinde Kirchheim und des Hessischen Forstamts Neuenstein 1992 angelegt.

## Anfahrt
Der zugehörige Parkplatz des Wanderwegs ist von der Bundesautobahn 7, Abfahrt Neuenstein Richtung Obergeis und dann Richtung Raboldshausen auf der Landstraße mit dem Auto zu erreichen. Der Parkplatz liegt in einer Kurve (⊙). Auch die Talstation des Skilifts ist von dem Parkplatz aus zu Fuß zu erreichen.

## Grunddaten

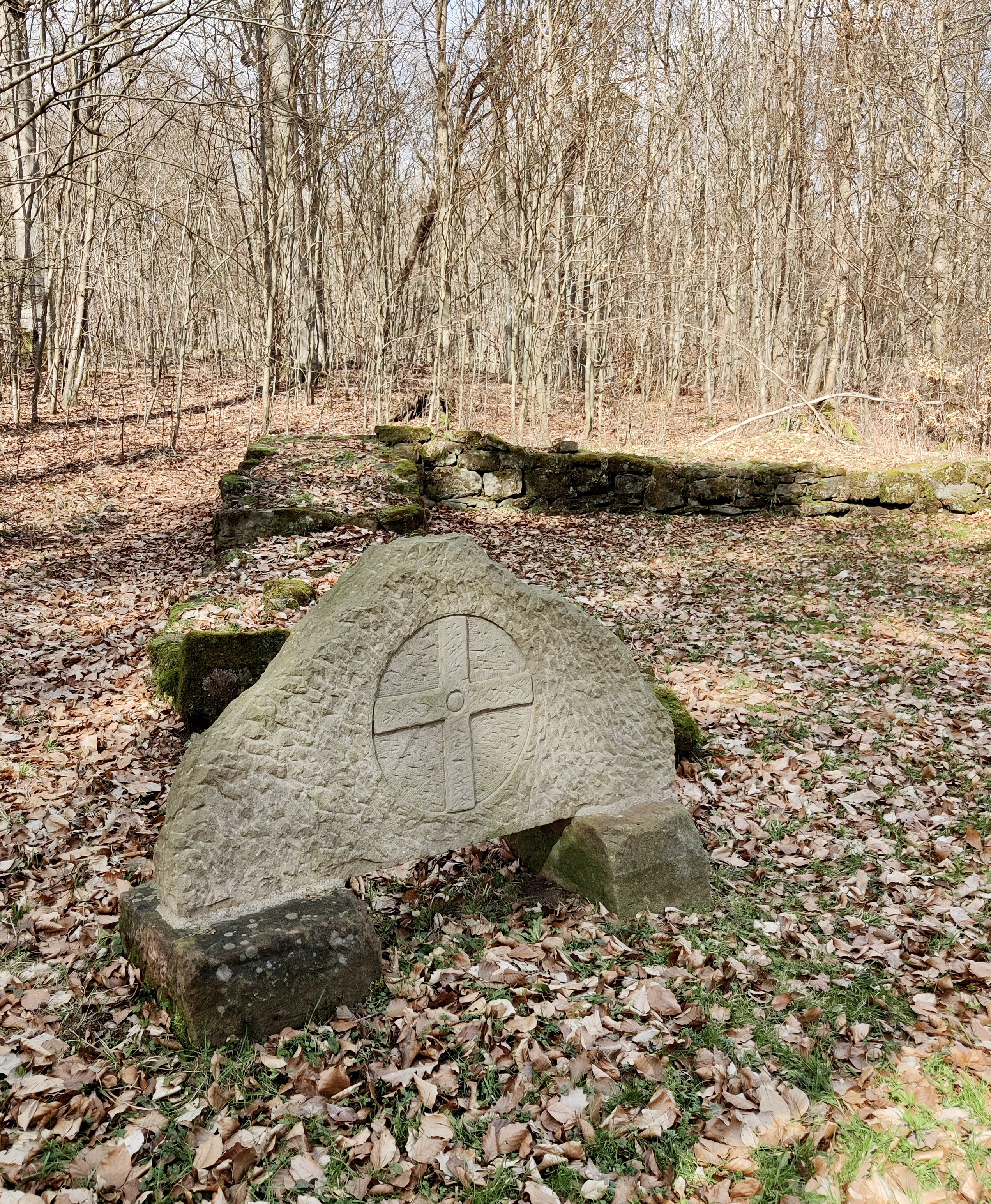
Türsturz mit Scheibenkreuz vor den Grundmauern der Holnsteiner Kapelle

Der 5750 Meter lange, bewaldete Panoramawanderweg weist Höhen von 450 bis 540 m auf (Differenz: 90 m). Er führt von den Hängen des Eisenberges zu dessen Nachbarberg, dem Holnsteinkopf, und wieder zurück.
Der Wanderweg führt durch Mischwälder und eine Wildruhezone der Gemarkungen von Obergeis und Raboldshausen in der Gemeinde Neuenstein.
Gekennzeichnet ist der Rundweg mit dem Wanderzeichen „Türsturz mit Scheibenkreuz“ von der Kirchenruine der mittelalterlichen Wüstung Holnstein.
Für den Rundweg benötigt man eine Wanderzeit von etwa einer bis anderthalb Stunden.

## Archäologische Kulturdenkmäler
Der Wanderweg führt an sechs archäologischen Kulturdenkmälern, die die frühzeitliche Besiedlung und die frühe industrielle Nutzung der Gegend belegen, vorbei. Folgt man den Wandermarken, erreicht man sie in nachfolgender Reihenfolge.

### Hügelgräber
Die Hügelgräber stammen aus der Bronzezeit (1600 bis 1200 v. Chr.). Sie liegen nahe der Landstraße Obergeis-Raboldshausen.

### Meilerplatz
Die Reste eines Holzkohlenmeilers stammen aus dem 17. bis 18. Jahrhundert. Der Meilerplatz ist zugleich Ausgangspunkt des Wanderwegs.

### Bergbau

#### Eisenbergwerk
Die Eisenbergwerke waren Eigentum der Reichsabtei Hersfeld. Das Eisenerz kommt als Bohnerz vor, liegt dicht unter der Erdoberfläche und wurde schon in den Jahren 1361 bis 1362 am Eisenberg abgebaut. Die erste urkundliche Erwähnung stammt aus dem Jahre 1459 und benennt diese als den Abbau auf dem Isenburg und Kredenberge. Das spätmittelalterliche Eisenbergwerk stammt aus dem 15. Jahrhundert. Weiterhin wird der Eisenbergbau 1467 und 1497 in alten Schriften erwähnt. Aus der Betriebszeit sind noch Pingen, unregelmäßige Halden und Spuren von Schürfschächten sichtbar erhalten geblieben. Das gewonnene Bohnerz wurde in sogenannten Waldschmieden in den Tälern ausgeschmolzen. Die Wasserkraft der dortigen Bäche Kisselbach, Erzebach und Geisbach wurde für die benötigten Blaswerke genutzt. 1459 wurde die Waldschmiede Obergeis als Waldsmydde zcu Geyse erwähnt. Es erinnern noch Schlackenreste auf dem Verhüttungsplatz an diese Nutzung. Der Eisenbergbau wurde endgültig um 1530 eingestellt.

#### Alaunbergwerk
1595 wurde im Bereich des ehemaligen Eisenbergwerks ein Alaunwerk angelegt, das mit einer Unterbrechung im Dreißigjährigen Krieg bis 1705 bestand. Alaun wurde für Gerbereien, Färbereien und die Papierherstellung als Grundstoff genutzt. Der reichhaltig geschmückte Grabstein des Alaunmeisters Johann Nolden von 1688 in Obergeis erinnert an diese Zeit. Der unter dem Basalt gelegene Alaun wurde in Schächten abgetragen. Die Förderung erfolgte manuell durch Haspelknechte. Das Grubenwasser wurde in Abbaufeldern versickert. Die chemische Aufbereitung des Alauns erfolgte beim Alaunbergwerk. Die Alaunerde wurde geröstet und anschließend unter Zugabe von Urin im Laugenbecken für das Sieden vorbereitet. Nach der Aufbereitung im Klärbecken kam die Lauge zum Verdampfen in kupferne oder bleierne Sudpfannen, die von Siedeöfen beheizt wurden. Schließlich kristallisierte das Alaunsalz aus. Koppelprodukte waren Schwefelkies und Eisenvitriol.
An gleicher Stelle wurde im 19. Jahrhundert versucht Braunkohle zu gewinnen. Die Versuche blieben jedoch erfolglos. Erhalten blieben nur die Spuren von Versuchsschächten des Braunkohleabbaus.

### Hügelgrab an der Waldwiese
Das vorgeschichtliche jungsteinzeitliche Hügelgrab stammt aus der Zeit zwischen 1600 und 1200 v. Chr. Es handelt sich um einen gleichmäßigen runden Erdhügel von zwölf Meter Durchmesser. In der Mitte befindet sich eine durch eine frühere Raubgrabung verursachte Vertiefung. Das Hügelgrab liegt unmittelbar westlich vor der sogenannten „Langen Wiese“, einer großen Äsungfläche für Wild.

### Steinkreuz

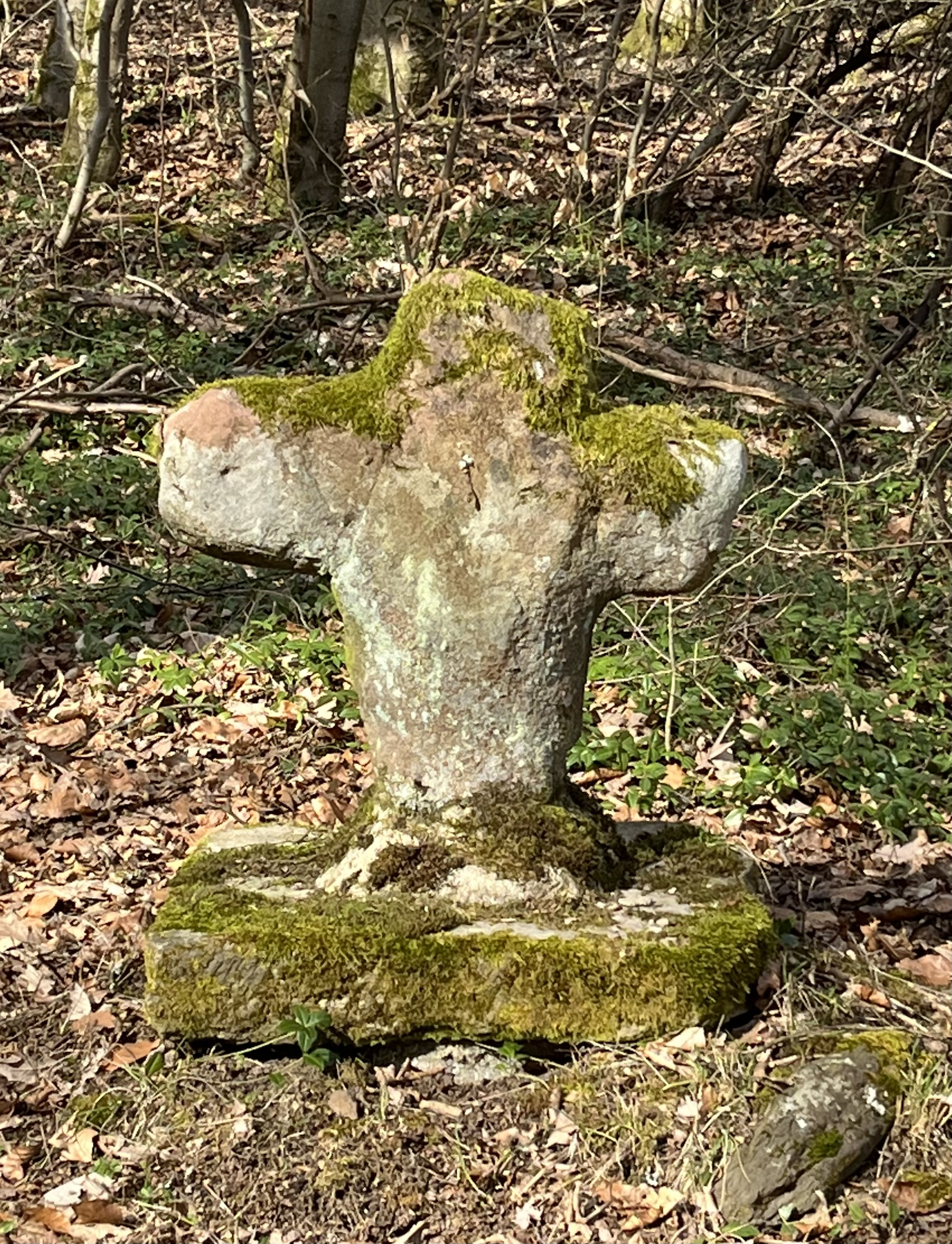
Sühnekreuz

Das 1936 bei Straßenarbeiten gefundene, spätmittelalterliche Steinkreuz ist aus dem 14. bis 15. Jahrhundert.

### Wüstung Holnstein
Die im Bereich der „Langen Wiese“ befindlichen Ackerterrassen und Ofenhügel sind Reste der um 1400 verlassenen Dorfsiedlung Holnstein.

### Kirchenruine
Im Wald etwas östlich der einstigen Ortslage – unmittelbar nördlich neben einem die „Lange Wiese“ überquerenden Waldwirtschaftsweg, der im Westen von der Eisenbergstrasse (Kreisstraße 34) heraufkommt – befinden sich die 1936 bei Ausgrabungen freigelegten und 1999 neu vermörtelten Grundmauern einer Kapelle, der sogenannten „Holsteiner Kapelle“ (⊙).

## Sportmöglichkeiten
- Wandern
- Laufen
- Walking
- Mountainbiking
- Skilanglauf klassisch auf gespurten Loipen